# I’ve Been Killing Slimes for 300 Years and Maxed Out My Level
I’ve Been Killing Slimes for 300 Years and Maxed Out My Level (jap. スライム倒して300年、知らないうちにレベルMAXになってました Suraimu taoshite sanbyaku-nen, shiranai uchi ni reberu makkusu ni nattemashita) – seria light novel napisana przez Kisetsu Moritę i zilustrowana przez Benio. Była publikowana online od czerwca 2016 w serwisie Shōsetsuka ni narō, a następnie została przejęta przez wydawnictwo SB Creative, które pierwszy tom wydało w styczniu 2017. Adaptacja mangowa autorstwa Yūsuke Shiby ukazuje się od czerwca tego samego roku.  
Na podstawie powieści studio Revoroot wyprodukowało serial anime, który emitowany był od kwietnia do czerwca 2021. Drugi sezon emitowano od kwietnia do czerwca 2025.

## Fabuła
Po bolesnym życiu jako pracownica biurowa, Azusa umiera z przepracowania. Odradza się w nowym świecie jako nieśmiertelna, niestarzejąca się czarownica i poprzysięga spędzać swoje dni tak przyjemnie i bezstresowo, jak to tylko możliwe. Zarabia na życie polując na szlamy, będące najłatwiejszymi celami. Jednakże po wiekach wykonywania tej prostej pracy, stała się niezwykle potężna i stwierdza, że nie może już dłużej kontynuować swojego spokojnego stylu życia.

## Bohaterowie
- Azusa Aizawa (jap. アズサ・アイザワ Aizawa Azusa)

Seiyū: Aoi Yūki (drama CD, anime) 
- Laika (jap. ライカ Raika)

Seiyū: Kaede Hondo (drama CD, anime) 
- Falfa (jap. ファルファ Farufa)

Seiyū: Sayaka Senbongi (drama CD, anime) 
- Shalsha (jap. シャルシャ Sharusha)

Seiyū: Minami Tanaka (drama CD, anime) 
- Halkara (jap. ハルカラ Harukara)

Seiyū: Sayaka Harada (drama CD, anime) 
- Beelzebub (jap. ベルゼブブ Beruzebubu)

Seiyū: Manami Numakura (drama CD, anime) 
- Flatorte (jap. フラットルテ Furattorute)

Seiyū: Azumi Waki (drama CD, anime) 
- Rosalie (jap. ロザリー Rozarī)

Seiyū: Riho Sugiyama (drama CD, anime) 
- Fatla (jap. ファートラ Fātora)

Seiyū: Miku Itō (anime) 
- Vania (jap. ヴァーニア Vānia)

Seiyū: Ari Ozawa (anime) 
- Pecora / Provat Pecora Allières (jap. ペコラ / プロヴァト・ペコラ・アリエース Pekora / Purovato Pekora Ariēsu)

Seiyū: Yukari Tamura (drama CD, anime) 
- Inteligentny szlam (jap. 賢いスライム Kashikoi suraimu)

- Magiczny szlam (jap. 魔法使いスライム Mahō tsukai suraimu)

Seiyū: Miyuri Shimabukuro (anime) 
- Waleczny szlam (jap. 武道家スライム Budōka suraimu)

Seiyū: Ayasa Itō (anime) 
- Eno (jap. エノ)

Seiyū: Hikaru Tōno (anime) 
- Pondeli (jap. ポンデリ Ponderi)

- Kuku (jap. クク)

Seiyū: Kotori Koiwai (anime) 
- Yufufu (jap. ユフフ)

- Sandra (jap. サンドラ Sandora)

- Misjantie (jap. ミスジャンティー Misujantī)

- Goodly Godly Godness (jap. メガーメガ神 Megāmega Shin)

Seiyū: Kikuko Inoue (drama CD, anime) 
- Muu / Muum Muum (jap. ムー / ムーム・ムーム Mū / Mūmu Mūmu)

- Bogini Nintan (jap. ニンタン神 Nintan Shin)

- Wynona (jap. シローナ Shirōna)

## Light novel
Pierwotnie powieść była publikowana online w serwisie Shōsetsuka ni narō, gdzie ukazywała się od 23 czerwca 2016 do 18 listopada 2021. Następnie seria została przejęta przez wydawnictwo SB Creative i wydana pod imprintem GA Novel jako light novel, której pierwszy tom ukazał się 14 stycznia 2017. Do 14 czerwca 2025 ukazało się 28 tomów.
| Nr | Data wydania (język japoński) | ISBN (język japoński)  |
| -- | ----------------------------- | ---------------------- |
| 1  | 14 stycznia 2017              | ISBN 978-4-7973-9044-5 |
| 2  | 15 kwietnia 2017              | ISBN 978-4-7973-9176-3 |
| 3  | 15 lipca 2017                 | ISBN 978-4-7973-9295-1 |
| 4  | 13 października 2017          | ISBN 978-4-7973-9296-8 |
| 5  | 15 stycznia 2018              | ISBN 978-4-7973-9297-5 |
| 6  | 13 kwietnia 2018              | ISBN 978-4-7973-9617-1 |
| 7  | 14 lipca 2018                 | ISBN 978-4-7973-9619-5 |
| 8  | 15 listopada 2018             | ISBN 978-4-7973-9913-4 |
| 9  | 15 marca 2019                 | ISBN 978-4-8156-0096-9 |
| 10 | 9 sierpnia2019                | ISBN 978-4-8156-0274-1 |
| 11 | 12 grudnia 2019               | ISBN 978-4-8156-0275-8 |
| 12 | 14 kwietnia 2020              | ISBN 978-4-8156-0559-9 |
| 13 | 14 lipca 2020                 | ISBN 978-4-8156-0705-0 |
| 14 | 14 października 2020          | ISBN 978-4-8156-0651-0 |
| 15 | 14 stycznia 2021              | ISBN 978-4-8156-0706-7 |
| 16 | 13 kwietnia 2021              | ISBN 978-4-8156-0708-1 |
| 17 | 12 czerwca 2021               | ISBN 978-4-8156-1090-6 |
| 18 | 14 września 2021              | ISBN 978-4-8156-1091-3 |
| 19 | 14 grudnia 2021               | ISBN 978-4-8156-1347-1 |
| 20 | 14 kwietnia 2022              | ISBN 978-4-8156-1393-8 |
| 21 | 11 sierpnia 2022              | ISBN 978-4-8156-1640-3 |
| 22 | 16 stycznia 2023              | ISBN 978-4-8156-1873-5 |
| 23 | 15 czerwca 2023               | ISBN 978-4-8156-2034-9 |
| 24 | 14 listopada 2023             | ISBN 978-4-8156-2035-6 |
| 25 | 9 sierpnia 2024               | ISBN 978-4-8156-2707-2 |
| 26 | 15 grudnia 2024               | ISBN 978-4-8156-2708-9 |
| 27 | 12 kwietnia 2025              | ISBN 978-4-8156-2709-6 |
| 28 | 14 czerwca 2025               | ISBN 978-4-8156-3200-7 |

Na końcu tomów 5–7 oraz 20 opublikowano specjalne historie poświęcone postaci Beelzebub, a we 2019 zostały one skompilowane w samodzielny tom i wydane jako spin-off, zatytułowany Hira yakunin yatte 1500-nen, maō no chikara de daijin ni sarechaimashita (jap. ヒラ役人やって1500年、魔王の力で大臣にされちゃいました).
| Nr | Data wydania (język japoński) | ISBN (język japoński)  |
| -- | ----------------------------- | ---------------------- |
| —  | 13 września 2019              | ISBN 978-4-8156-0116-4 |

Na końcu tomów 8–10 ukazał się kolejny spin-off, zatytułowany Erufu no gohan (jap. エルフのごはん), który jest poświęcony postaci Halkary.
W tomach 11–13, 16 i 18–19 wydana została specjalna historia o postaci Laiki, zatytułowana Red Dragon jogakuin (jap. レッドドラゴン女学院).
W tomie 17. ukazał się kolejny spin-off o nazwie Henkyōhaku no masshiro tabi (jap. 辺境伯の真っ白旅). Opowiada on specjalną historię poświęconą Wynonie.

## Manga
W czerwcu 2017 wydawnictwo Square Enix rozpoczęło publikację mangowej adaptacji serii autorstwa Yūsuke Shiby. Ukazuje się ona w witrynie internetowej oraz aplikacji na smartfony Gangan Online. Według stanu na 12 marca 2025, do tej pory ukazało się 16 tomów.
| Nr | Data wydania (język japoński) | ISBN (język japoński)  |
| -- | ----------------------------- | ---------------------- |
| 1  | 12 stycznia 2018              | ISBN 978-4-7575-5582-2 |
| 2  | 22 czerwca 2018               | ISBN 978-4-7575-5751-2 |
| 3  | 13 listopada 2018             | ISBN 978-4-7575-5912-7 |
| 4  | 12 kwietnia 2019              | ISBN 978-4-7575-6085-7 |
| 5  | 12 września 2019              | ISBN 978-4-7575-6286-8 |
| 6  | 12 lutego 2020                | ISBN 978-4-7575-6502-9 |
| 7  | 12 września 2020              | ISBN 978-4-7575-6749-8 |
| 8  | 12 marca 2021                 | ISBN 978-4-7575-7122-8 |
| 9  | 11 czerwca 2021               | ISBN 978-4-7575-7321-5 |
| 10 | 10 grudnia 2021               | ISBN 978-4-7575-7630-8 |
| 11 | 10 czerwca 2022               | ISBN 978-4-7575-7965-1 |
| 12 | 12 grudnia 2022               | ISBN 978-4-7575-8307-8 |
| 13 | 12 lipca 2023                 | ISBN 978-4-7575-8663-5 |
| 14 | 9 lutego 2024                 | ISBN 978-4-7575-9050-2 |
| 15 | 9 sierpnia 2024               | ISBN 978-4-7575-9353-4 |
| 16 | 12 marca 2025                 | ISBN 978-4-7575-9739-6 |

Adaptacja mangowa Hira yakunin yatte 1500-nen, maō no chikara de daijin ni sarechaimashita autorstwa Meishi Murakami została wydana w witrynie Gangan Online oraz w aplikacji na smartfony wydawnictwa Square Enix.
| Nr | Data wydania (język japoński) | ISBN (język japoński)  |
| -- | ----------------------------- | ---------------------- |
| 1  | 12 września 2019              | ISBN 978-4-7575-6287-5 |
| 2  | 12 lutego 2020                | ISBN 978-4-7575-6503-6 |
| 3  | 12 września 2020              | ISBN 978-4-7575-6750-4 |

Adaptacja mangowa Red Dragon jogakuin autorstwa Hitsujibako ukazuje się w aplikacji Manga UP! wydawnictwa Square Enix.
| Nr | Data wydania (język japoński) | ISBN (język japoński)  |
| -- | ----------------------------- | ---------------------- |
| 1  | 10 grudnia 2021               | ISBN 978-4-7575-7631-5 |
| 2  | 9 sierpnia 2024               | ISBN 978-4-7575-9354-1 |

## Anime
Adaptację w formie telewizyjnego serialu anime ogłoszono 19 października 2019 podczas wydarzenia „GA Fes 2019”. Seria została zanimowana przez studio Revoroot i wyreżyserowana przez Nobukage Kimurę. Za scenariusz odpowiada Tatsuya Takahashi, postacie zaprojektował Keisuke Goto, a muzykę skomponował Keiji Inai. Serial emitowany był od 10 kwietnia do 26 czerwca 2021 w stacjach AT-X, Tokyo MX i BS11. Aoi Yūki wykonała motyw przewodni, zatytułowany „Gudafuwa Everyday” (jap. ぐだふわエブリデー Gudafuwa eburidē), natomiast Azumi Waki wykonała motyw kończący – „Viewtiful Days!”. Prawa do streamingu serii poza Azją nabył Crunchyroll.
W styczniu 2022 zapowiedziano powstanie drugiego sezonu serialu. Animacją zajęło się studio Teddy, a reżyserią Kunihisa Sugishima. Scenariusz napisał Naohiro Fukushima, postacie zaprojektowała Hikaru Kodama, a muzykę ponownie skomponował Keiji Inai. Emisja rozpoczęła się 5 kwietnia i zakończyła 21 czerwca 2025. Motywem otwierającym jest „So Lucky” w wykonaniu Yui Ogury, natomiast końcowym „Eeny, Meeny, Miny, Moe” (jap. イニミニマニモ) autorstwa Aguri Ōnishi.

## Odbiór
W 2019 roku light novel zajęła 9. miejsce w corocznym przewodniku Kono light novel ga sugoi! w kategorii tankōbon.